# Bataille de Strass im Zillertal
Rébellion du Tyrol
Batailles
- Axams
- Sterzing
- Innsbrück
- Kufstein
- Volano
- Lofer
- Waidring
- Wörgl
- Strass im Zillertal
- 1re Bergisel
- 2e Bergisel
- Franzensfeste
- Pontlatzer Brücke
- 3e Bergisel
- Unken
- Lueg
- Hallein
- Melleck
- 4e Bergisel
- Pustertal
- Meran
- Sankt Leonhard in Passeier

La bataille de Strass im Zillertal se déroula les 14 et 15 mai 1809, lors de la rébellion du Tyrol. Elle s'achève par la victoire des Bavarois qui s'emparent du village de Strass im Zillertal.

## Déroulement
Les 14 et 15 mai, les troupes bavaroises du général Carl von Wrede battent 3 000 miliciens tyroliens à Strass im Zillertal. Les Bavarois déplorent la perte de 33 hommes tués et 158 blessés, tandis que les Tyroliens ont 90 tués ou blessés et 185 prisonniers.